# Shinshar
Shinshar (tiếng Ả Rập: شنشار, cũng đánh vần là Shanshar) là một ngôi làng ở miền trung Syria, một phần hành chính của Tỉnh Homs, nằm giữa Homs ở phía bắc, al-Qusayr ở phía tây nam và Shamsin ở phía nam. Theo Cục Thống kê Trung ương (CBS), Shinshar có dân số 3.118 người trong cuộc điều tra dân số năm 2004. Cư dân của nó chủ yếu là người Hồi giáo Sunni.